# Cocconotus stigmatifrons
Cocconotus stigmatifrons är en insektsart som beskrevs av Max Beier 1962. Cocconotus stigmatifrons ingår i släktet Cocconotus och familjen vårtbitare. Inga underarter finns listade i Catalogue of Life.